# マージョリー・キナン・ローリングス
マージョリー・キナン・ローリングス（Marjorie Kinnan Rawlings、1896年8月8日 - 1953年12月14日）はアメリカの作家。姓はローリングズと表記される場合もある。

## 経歴
1896年、ワシントンD.C.に生まれる。大学卒業後、作家を志してニューヨークに移り住み結婚。1928年にフロリダ州奥地クロスクリークに74エーカーの土地を購入し移り住み、以後、自然とそこで暮らす人々を題材とした作品を発表する。1933年、オー・ヘンリー賞受賞。1938年、『子鹿物語』を発表。1939年、ピューリッツァー賞を受賞。1953年、脳出血で死去。

## 作品
- 1933 South Moon Under
- 1935 Golden Apples
- 1938 The Yearling（『子鹿物語』）
- 1940 When the Whippoorwill
- 1942 Cross Creek
- 1942 Cross Creek Cookery
- 1950 Jacob's Ladder
- 1953 The Sojourner
- 1955 The Secret River